# Parco nazionale

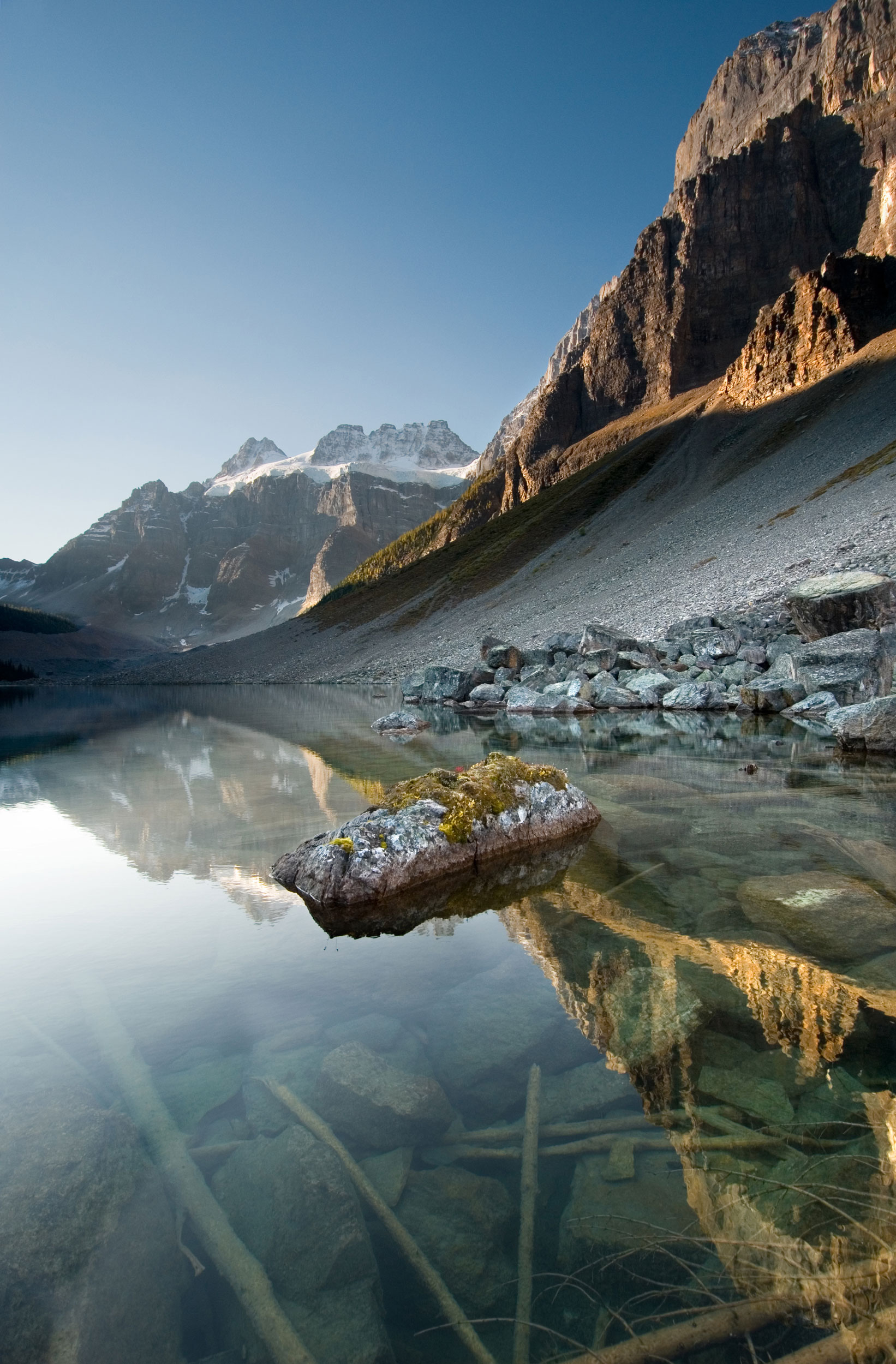
Scorcio del Banff National Park

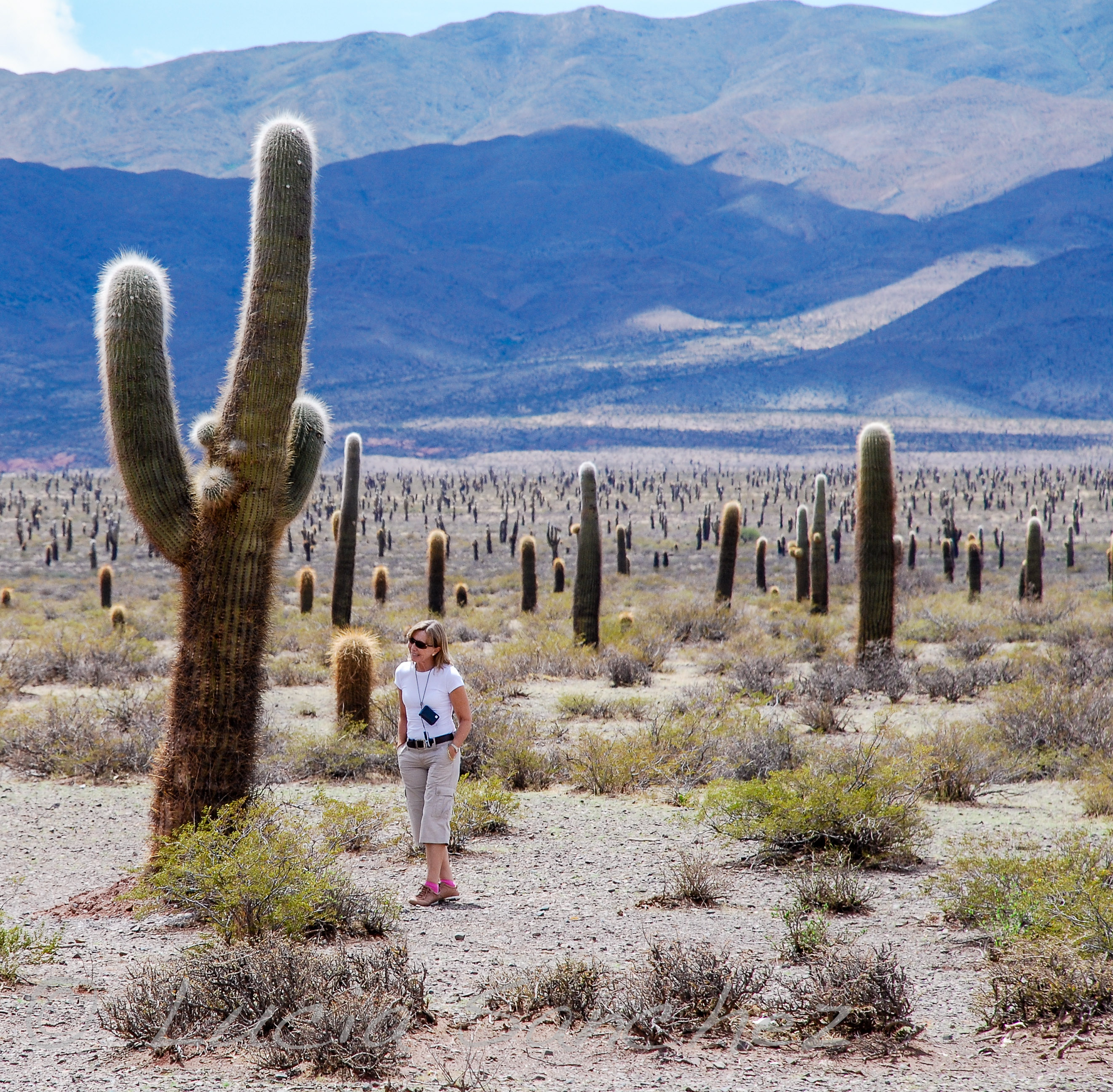
Parco nazionale Los Cardones in Argentina

Un parco nazionale è un'area naturale protetta, dichiarata tale da un governo nazionale, che viene preservato e tutelato attraverso norme specifiche dallo sviluppo antropico e dall'inquinamento, garantendone l'integrità, la biodiversità e la conservazione nel lungo periodo.

## Descrizione
Sono costituiti da aree terrestri, marine, fluviali, o lacustri che contengano uno o più ecosistemi e habitat intatti e/o ad alta biodiversità, o solo parzialmente alterati da interventi antropici, una o più formazioni fisiche, geologiche, geomorfologiche, biologiche d'interesse nazionale o internazionale, per valori naturalistici, scientifici, culturali, estetici, educativi o ricreativi, tali da giustificare l'intervento del governo nazionale per la loro conservazione. Sono aree naturali protette della categoria II dell'Unione internazionale per la conservazione della natura (UICN).
Generalmente oltre alla zona del parco, i territori limitrofi ricadono all'interno di zone di protezione parziali, mentre i cosiddetti corridoi faunistici li legano ad altri parchi o aree protette limitrofe. All'interno del parco possono inoltre trovarsi zone di protezione speciale, come ad esempio riserve naturali.
Nel 2003 l'UICN conta 3881 parchi nazionali di cui alcuni sono considerati talmente eccezionali da essere registrati nella lista dei patrimoni dell'umanità dell'UNESCO. Il parco nazionale più vasto al mondo è il parco nazionale della Groenlandia nordorientale (Danimarca) istituito nel 1974 ed esteso 974.000 km². Il paese con più parchi nazionali è l'Australia (oltre 500 parchi nazionali), mentre lo stato con la percentuale maggiore è il Belize (38% del territorio nazionale).